# Дедов, Фёдор Иванович
Фёдор Иванович Дедов (1907 года, Промысловка, Астраханская губерния, Российская империя — 1977 года, Москва, ) — председатель колхоза «Пролетарская победа» Западного района Калмыцкой АССР, Герой Социалистического Труда (1959).

## Биография
Родился в 1907 году в селе Промысловка Астраханской губернии. С 1930 года принимал участие в коллективизации сельского хозяйства в Калмыцкой автономной области. В 1931 году вступил в ВКП(Б). Работал председателем Яндыковского сельского совета. Был избран председателем колхоза имени Ленина. Участвовал в Великой Отечественной войне. После демобилизации возвратился в Калмыкию, где продолжил работать в сельском хозяйстве. С 1950 года по 1972 год был председателем колхоза «Пролетарский путь» Городовиковского района. Вывел колхоз в число передовых хозяйств Калмыцкой АССР. В 1967 году колхоз «Пролетарский путь» в канун 50-летия Октябрьской Революции удостоился переходящего Памятного Красного Знамени РСФСР.
Указом Президиума Верховного Совета СССР от 21 августа 1959 года удостоен звания Героя Социалистического Труда с вручением ордена Ленина и золотой медали «Серп и Молот».

## Память
- В Элисте на Аллее героев установлен барельеф Фёдора Дедова.

## Награды
- Герой Социалистического Труда — указом Президиума Верховного Совета СССР от 19 августа 1959 года;
- Орден Ленина (1959);
- Орден Красной Звезды;
- Орден Знак Почёта (дважды);
- Орден Трудового Красного Знамени;
- Орден Октябрьской Революции;
- Орден Отечественной войны II степени.

## Источник
- Дедов Фёдор Иванович: букл.// Наши земляки — Герои Социалистического Труда: компл. букл. / сост.: Г. Д. Андраева, З. Б. Очирова; ред. Е. Н. Бошева; худож. В. Я. Михин. — Элиста, 1987.